# SN 2004ae
SN 2004ae – supernowa typu II odkryta 18 lutego 2004 roku w galaktyce A042817-3618. W momencie odkrycia miała maksymalną jasność 23,30m.